# Carrier Air Wing Five
Das Carrier Air Wing Five (CVW-5) ist ein Geschwader (Carrier Air Wing) der US Navy. Es ist auf dem Flugzeugträger Ronald Reagan stationiert und damit als einziges Geschwader außerhalb der USA, da der Heimathafen der Reagan die japanische Hafenstadt Yokosuka ist. Einzigartig in der Geschichte aller Carrier Air Wings ist, dass der CVW-5 die Midway von 1971 bis 1991 zwanzig Jahre als Basis diente.

## Geschichte

### Zweiter Weltkrieg
Das Geschwader wurde 1943 als Carrier Air Group Five (CVG-5) auf der Naval Air Station Norfolk, Virginia, aufgestellt und dem gerade in Dienst gestellten Flugzeugträger Yorktown zugewiesen.
Im Zweiten Weltkrieg wurde das Geschwader von August 1943 bis März 1945 nur auf dem pazifischen Kriegsschauplatz von den Trägern Yorktown und Franklin aus eingesetzt. Am 19. März 1945 wurden durch Feuer und Explosionen die meisten Flugzeuge des Geschwaders zerstört, als zwei 250-kg-Bomben die Franklin trafen.

### Nachkriegszeit und Korea-Krieg

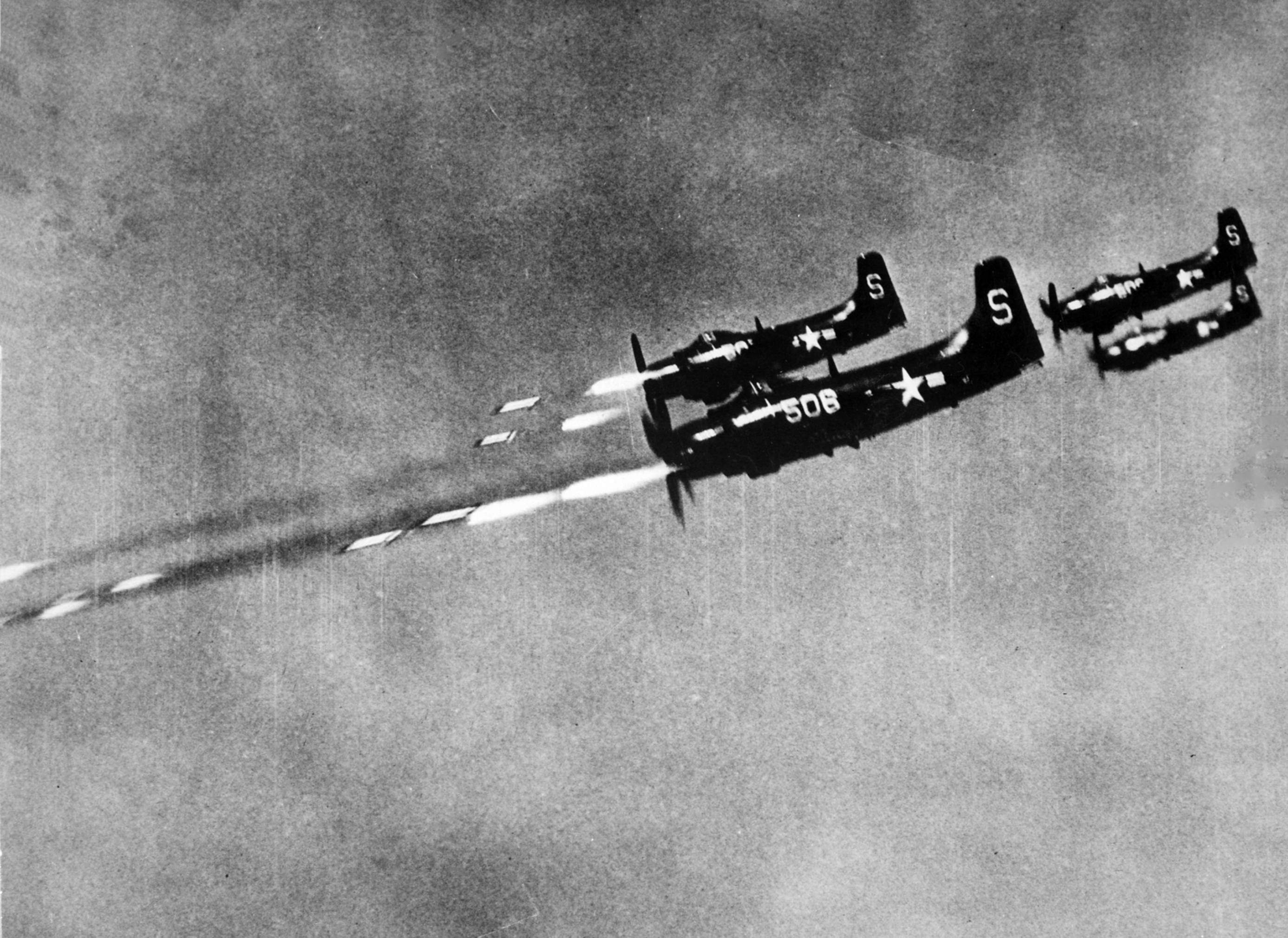
Skyraider 1950 beim Angriff auf nordkoreanische Stellungen

Nach dem Krieg war CVG-5 in San Diego stationiert und operierte im westpazifischen Raum. 1947 operierte das Geschwader vom Träger Shangri-La aus. Die ersten Landungen eines Strahlflugzeuges auf einem Flugzeugträger flogen FJ-1 Fury-Jäger des Geschwaders auf der Boxer am 10. März 1948. Als erste Staffel der US Navy erhielt VF-51 als Teil des CVG-5 die Strahljäger vom Typ F9F-2 Panther, dem ersten voll einsatztauglichen Jet der Navy. Im Juni 1950 befand sich das Geschwader auf einer regulären Einsatzfahrt mit der Valley Forge und ankerte in Hong Kong, als der Koreakrieg ausbrach. Acht Tage nach Ausbruch des Krieges flog CVG-5 dann am 3. Juli 1950 die ersten Einsätze. Der Einsatz sollte 18 Monate dauern, die längste Einsatzzeit aller Trägergeschwader. Neben zwei Einsatzfahrten auf der Valley Forge 1950/51 und 1952/53 machte das Geschwader eine weitere 1951/52 mit dem Träger Essex.
1954 bis 1964 blieb das Geschwader im Westpazifik stationiert und war auf den Trägern Philippine Sea, Kearsarge, Bon Homme Richard und Ticonderoga im Einsatz. Von Juli bis September 1962 war CVG-5 im Atlantik auf die Träger Lexington und Constellation verteilt, bevor letzterer das Geschwader wieder mit in den Pazifik nahm. 1963 wurden alle Navy-Geschwader umbenannt, aus der Carrier Air Group 5 wurde deshalb am 20. Dezember das Carrier Air Wing 5.

### Vietnam-Krieg

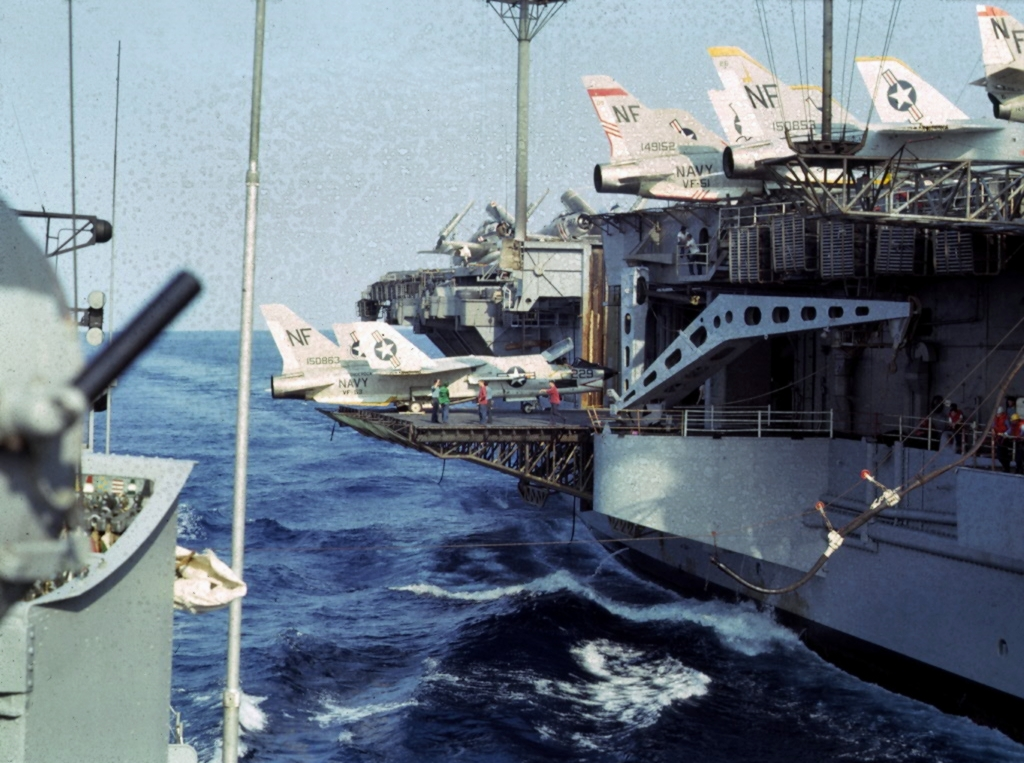
Flugzeuge des CVW-5 1966 an Bord der Ticonderoga

1963 wurde das Geschwader der Ticonderoga zugeteilt. Diese stand im August 1964 vor Vietnam, als es zum so genannten Tonkin-Zwischenfall kam. In der Folge griffen Flugzeuge des CVW-5 nordvietnamesische Schnellboote und deren Basen am 2. und 4./5. August 1964 an. Damit begann der eigentliche Vietnamkrieg. Insgesamt machte CVW-5 acht Einsatzfahrten im Vietnam-Krieg zwischen 1964 und 1973 auf den Trägern Ticonderoga, Hancock, Bon Homme Richard und Midway.

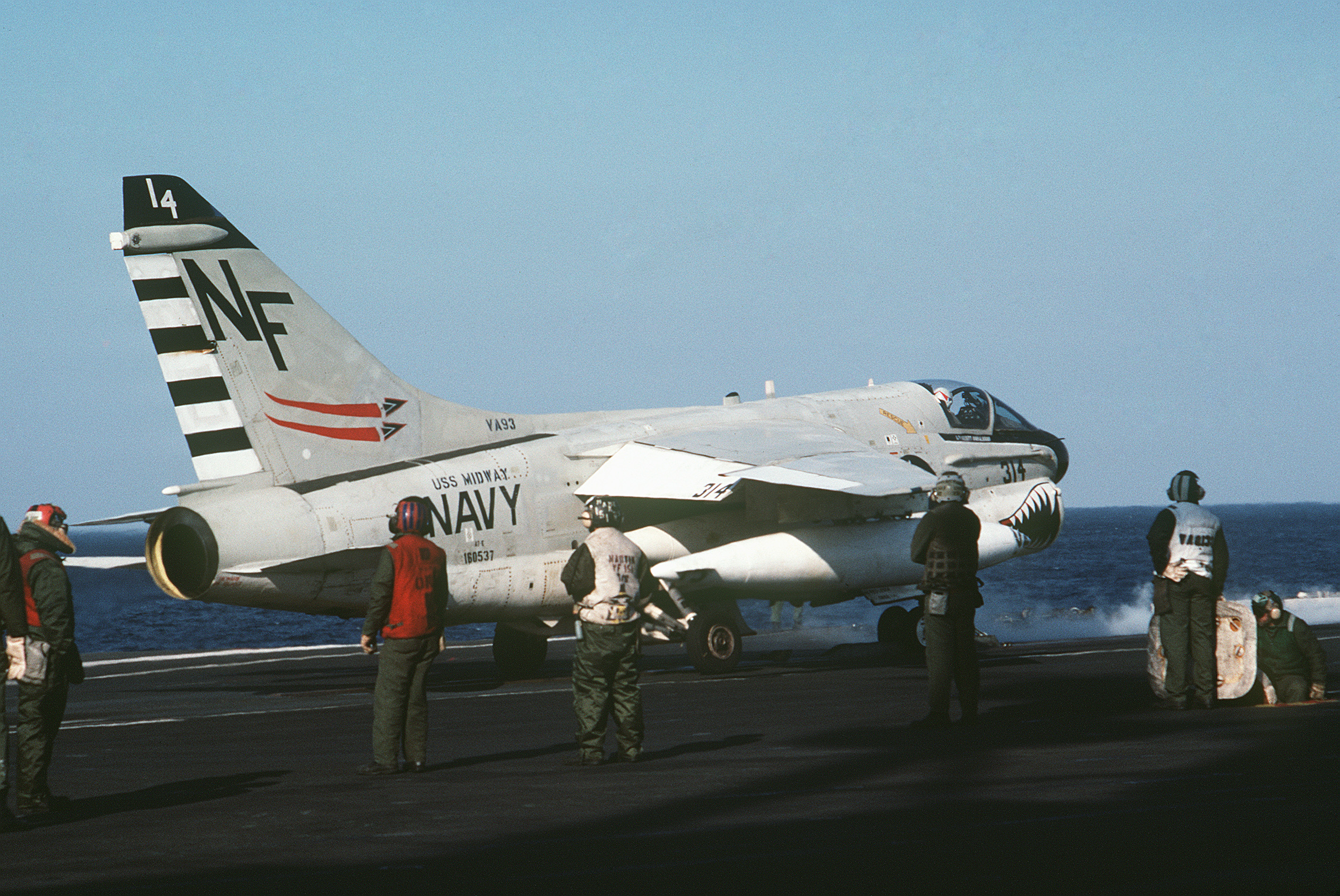
A-7E an Bord der Midway

Mit dem Träger Midway blieb das Geschwader von 1971 bis zu dessen Außerdienststellung 1991 verbunden. Ab 1972 war CVW-5 dann das erste Geschwader der U.S. Navy, das außerhalb der USA stationiert wurde. Neue Heimatbasis wurde NAF Atsugi auf Honshu, Japan, während die Midway in Yokusoka stationiert war. Die folgenden Jahre verbrachte das Geschwader zusammen mit Midway mit mehreren Einsätzen im West- und Nordpazifik, dem Indischen Ozean und dem Südchinesischem Meer. 1974 bis 1984 waren CVW-5 als einzigem Geschwader der U.S. Navy Aufklärer des Typs RF-4B Phantom II der Staffel VMCJ-1 (später VMFP-3) des US Marine Corps zugeteilt.

### Zweiter Golfkrieg
Seinen letzten Einsatz auf der Midway begann CVW-5 im Oktober 1990 als Teil der Operation Desert Shield. Von November 1990 bis Januar 1991 nahm das Geschwader an multinationalen Übungen teil und operierte fortwährend im Persischen Golf. Am 17. Januar 1991 begann die Operation Desert Storm, in der Flugzeuge des Geschwaders Nachtangriffe tief im Irak flogen. Für die nächsten 43 Tage flog das Geschwader 3383 Kampfeinsätze und verbrauchte dabei mehr 1.800 to an Munition.

### 1991 bis heute

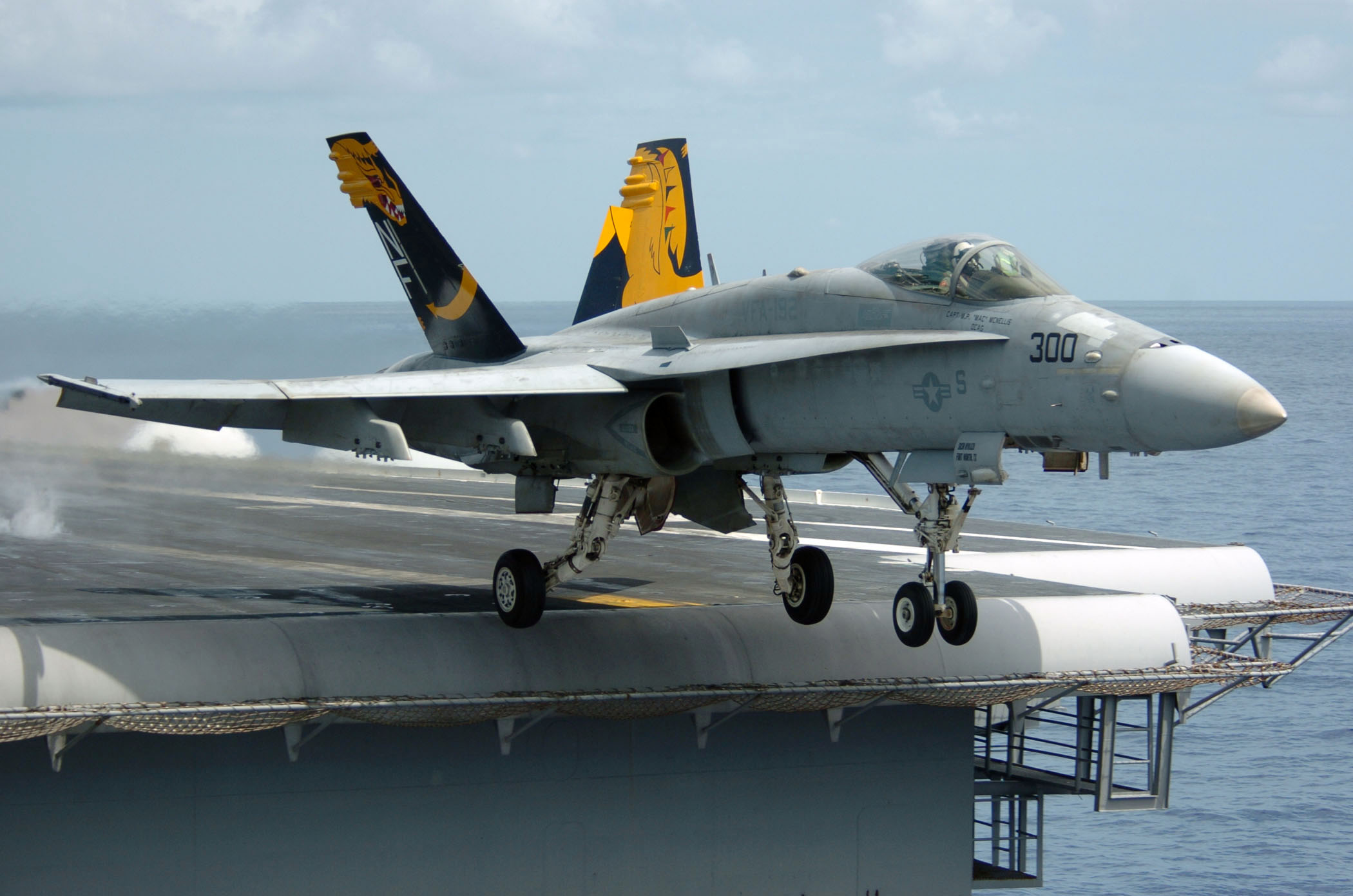
2005 startet eine F/A-18C (CAG Bird der VFA-192) von der USS Kitty Hawk

Im August 1991 wechselte das Geschwader auf die Independence. Erstmals nun auf einem „großen“ Flugzeugträger stationiert, konnten nun auch Flugzeuge der Typen F-14 Tomcat und S-3 Viking eingesetzt werden. In dieser Zusammensetzung nahm es 1992 an der Operation Southern Watch teil. Am 6. Juli 1998 nahm die Kitty Hawk die Rolle des in Japan stationierten Flugzeugträgers und übernahm CVW-5.
2001/02 nahm die Kitty Hawk an der Operation Enduring Freedom teil, wobei allerdings nur ein Teil des Geschwaders auf dem Träger eingeschifft war, da der Träger als Basis für Hubschrauber des US Marine Corps und der US Army fungierte. Die übrigen Staffeln operierten vier Monate lang von Bahrain, Guam, Okinawa, Diego Garcia, Singapur und der MCAS Iwakuni (Japan) aus. Insgesamt flog das Geschwader in dieser Zeit über 600 Einsätze über Afghanistan. Bis 2005 gab es weitere Einsätze im Persischen Golf, seitdem folgten reguläre Einsätze im Westpazifik.
Am 28. Mai 2008 verließ die Kitty Hawk Japan, um außer Dienst gestellt zu werden. Am 21. August 2008 übernahm die George Washington CVW-5 in San Diego, Kalifornien. Im August 2015 löste wiederum die Ronald Reagan die George Washington und das Geschwader wechselte abermals den Träger.

## Aufgabe und Zusammensetzung
Das CVW-5 setzt sich derzeit aus vier Jagdbomberstaffeln (Strike Fighter Squadron, VFA), eine Staffel für elektronische Kriegführung (Carrier Tactical Electronic Warfare Squadron, VAQ), einer Frühwarnstaffel (Carrier Airborne Early Warning Squadron, VAW), einer Abteilung zur Unterstützung der Flottenlogistik (Fleet Logistic Support Squadron, VRC) sowie zwei Hubschrauberstaffeln für die U-Bootjagd sowie der Luftrettung (Helicopter Sea Combat Squadron, HSC; Helicopter Maritime Strike Squadron, HSM) zusammen und kann somit alle Bereiche der trägergestützten Luftkriegsführung abdecken.

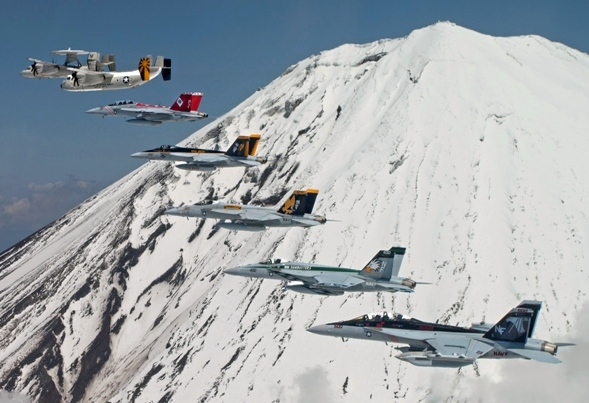
Flugzeuge des CVW-5 2012

Seit 1945 gibt es bei der U.S. Navy ein festes System zur Identifizierung von Geschwadern oder Staffeln (Visual Identification System for Naval Aircraft). Anfänglich bestand dies aus geometrischen Mustern auf dem Heckleitwerk. Da diese jedoch schwer zu merken oder zu beschreiben waren, wurden schon im Juni 1945 Buchstaben eingeführt, um die Geschwader zu unterscheiden. CVG-5 wurde der Buchstabe „S“ zugewiesen. 1957 wurden die einzelnen Buchstaben durch doppelte ersetzt. Im Allgemeinen haben die Geschwader der Atlantikflotte als ersten Buchstaben ein „A“, die der Pazifikflotte ein „N“. Das Carrier Air Wing FIVE erkennt man an dem Code (Tailcode) NF. Die einzelnen Staffeln des Geschwaders werden in 100ter-Schritten durchnummeriert, das Flugzeug des Geschwaderkommandeurs (Commander, Air Group (CAG)) erkennt man an der auf „00“ endenden taktischen Nummer.
CAG ist derzeit Captain Michael E. Boyle, sein Vertreter (DCAG) is Captain William S. Koyama.
Dem Carrier Air Wing Five (CVW-5) gehören aktuell (2015) folgende Staffeln an:

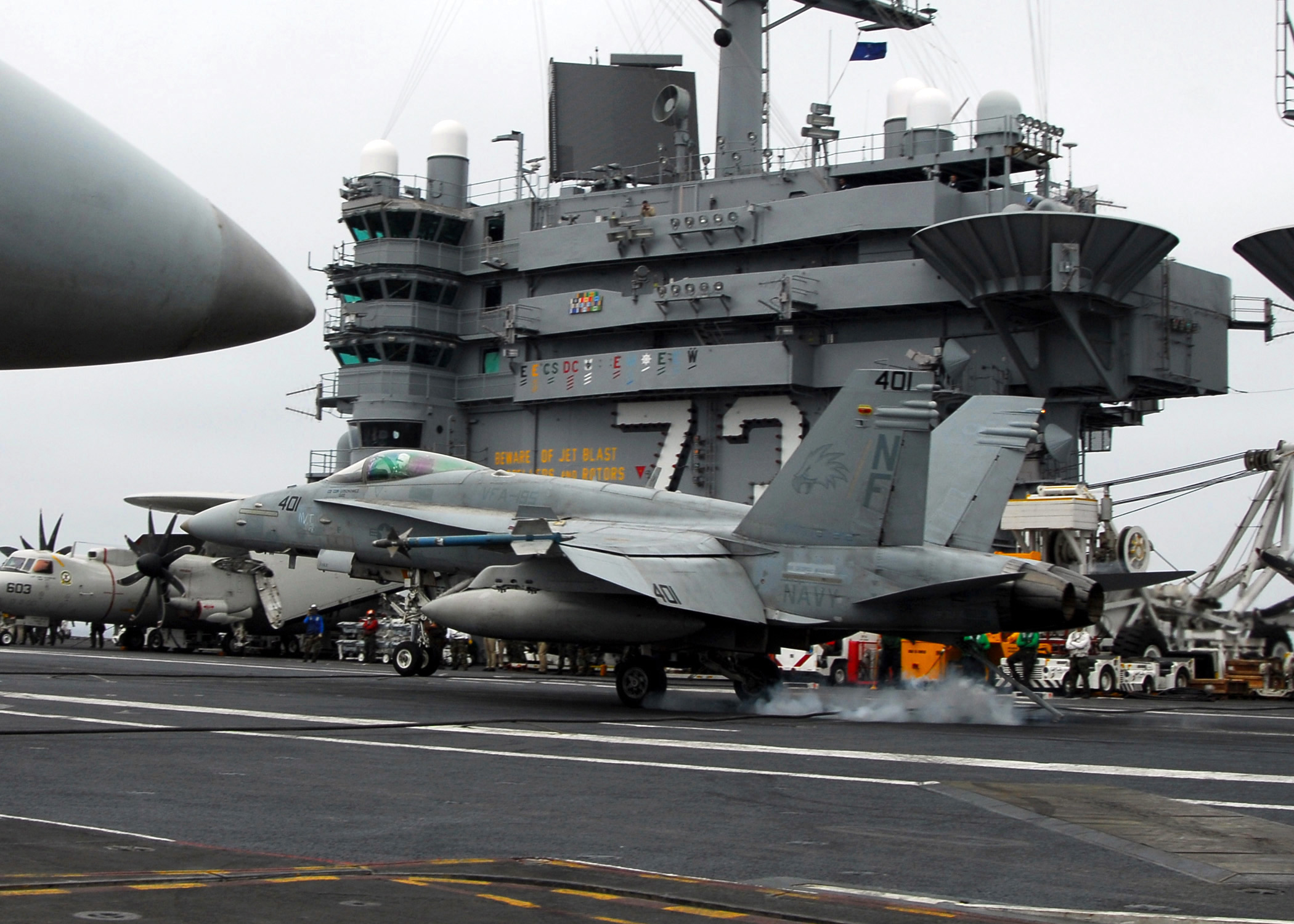
Eine Hornet der VA-195 landet im August 2008 auf der George Washington

| taktische Nummer | Staffel       | Flugzeugtyp                  | Spitzname      | Radio Callsign            |
| ---------------- | ------------- | ---------------------------- | -------------- | ------------------------- |
| ab 100           | VFA-102       | Boeing F/A-18F Super Hornet  | Diamondbacks   | Diamond/Diamondback/Snake |
| ab 200           | VFA-27        | Boeing F/A-18E Super Hornet  | Royal Maces    | Mace                      |
| ab 300           | VFA-115       | Boeing F/A-18E Super Hornet  | Eagles         | Eagle/Talon               |
| ab 400           | VFA-195       | Boeing F/A-18E Super Hornet  | Dambusters     | Chippy                    |
| ab 500           | VAQ-141       | Boeing EA-18G Growler        | Shadowhawks    |                           |
| ab 600           | VAW-115       | Grumman E-2C Hawkeye 2000 NP | Liberty Bells  | Liberty                   |
| ab 610           | HSC-12        | Sikorsky MH-60S Seahawk      | Golden Falcons |                           |
| ab 700           | HSM-77        | Sikorsky MH-60R Seahawk      | Sabrehawks     |                           |
| xx               | VRC-30 Det. 5 | Grumman C-2A Greyhound NP    | Providers      | Password                  |